# Kraftwerk Charlottenburg
Das Heizkraftwerk Charlottenburg (auch Kraftwerk Charlottenburg) ist ein Heizkraftwerk im Berliner Bezirk Charlottenburg-Wilmersdorf. Es befindet sich auf dem so genannten Kalowswerder zwischen der Straße Am Spreebord und der Quedlinburger Straße. Eigentümer der nach dem Prinzip der Kraft-Wärme-Kopplung funktionierenden Anlage ist die BEW Berliner Energie und Wärme GmbH.

## Geschichte

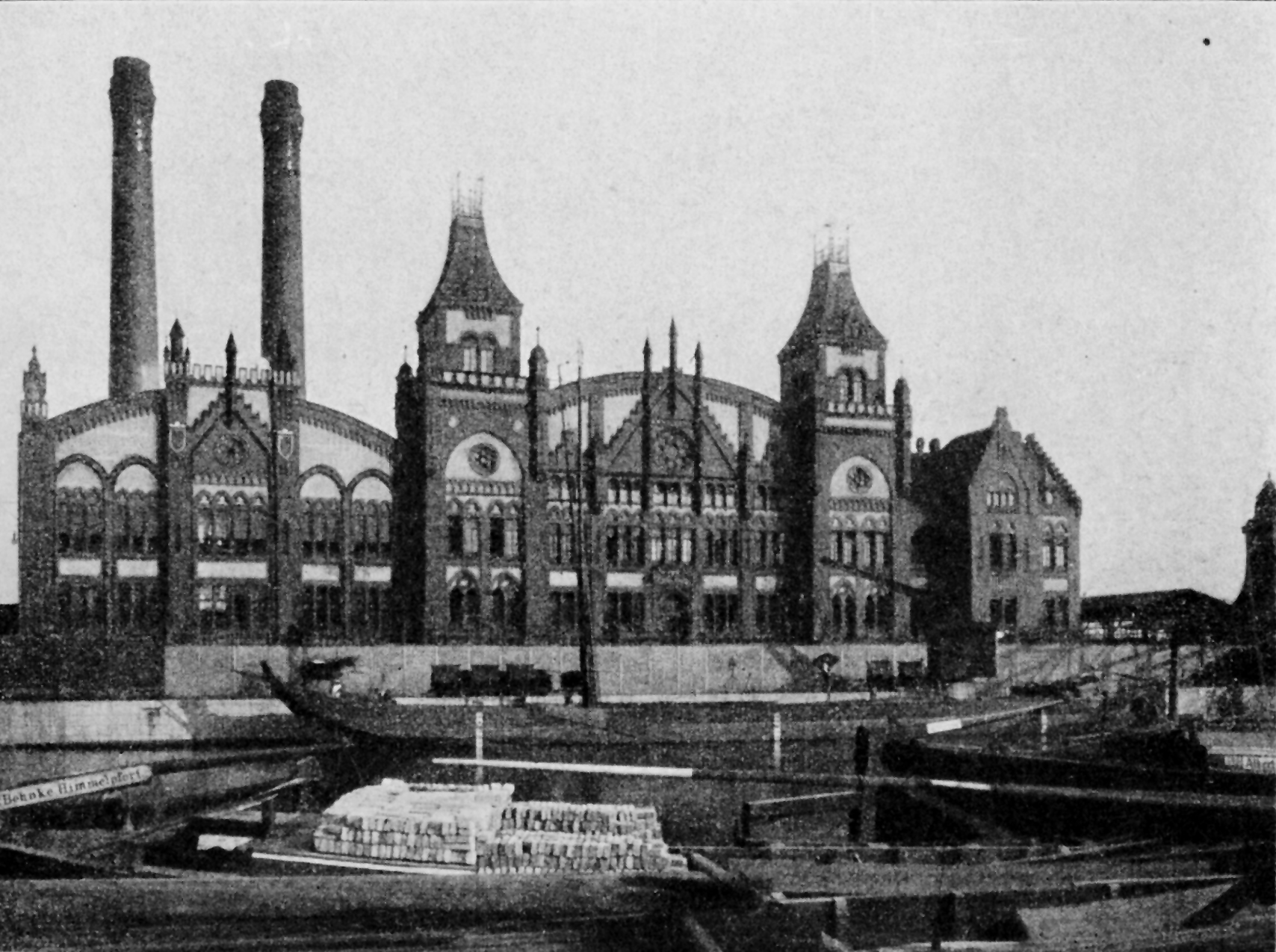
Elektrizitätswerk Charlottenburg, um 1902 (Kesselhaus, Maschinenhalle und Beamtenwohnhaus)

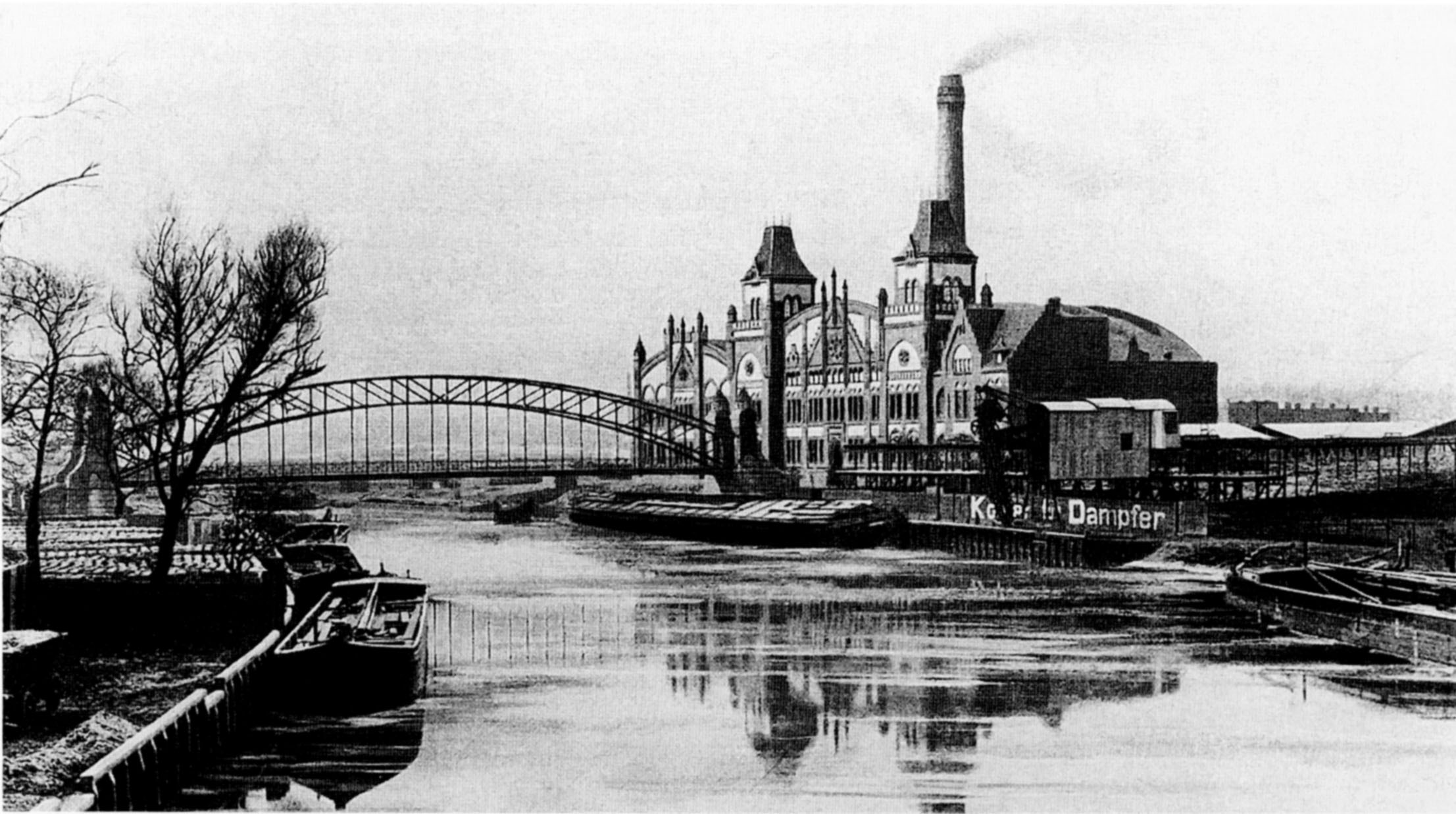
Siemenssteg und Elektrizitätswerk nach Erweiterung, um 1907

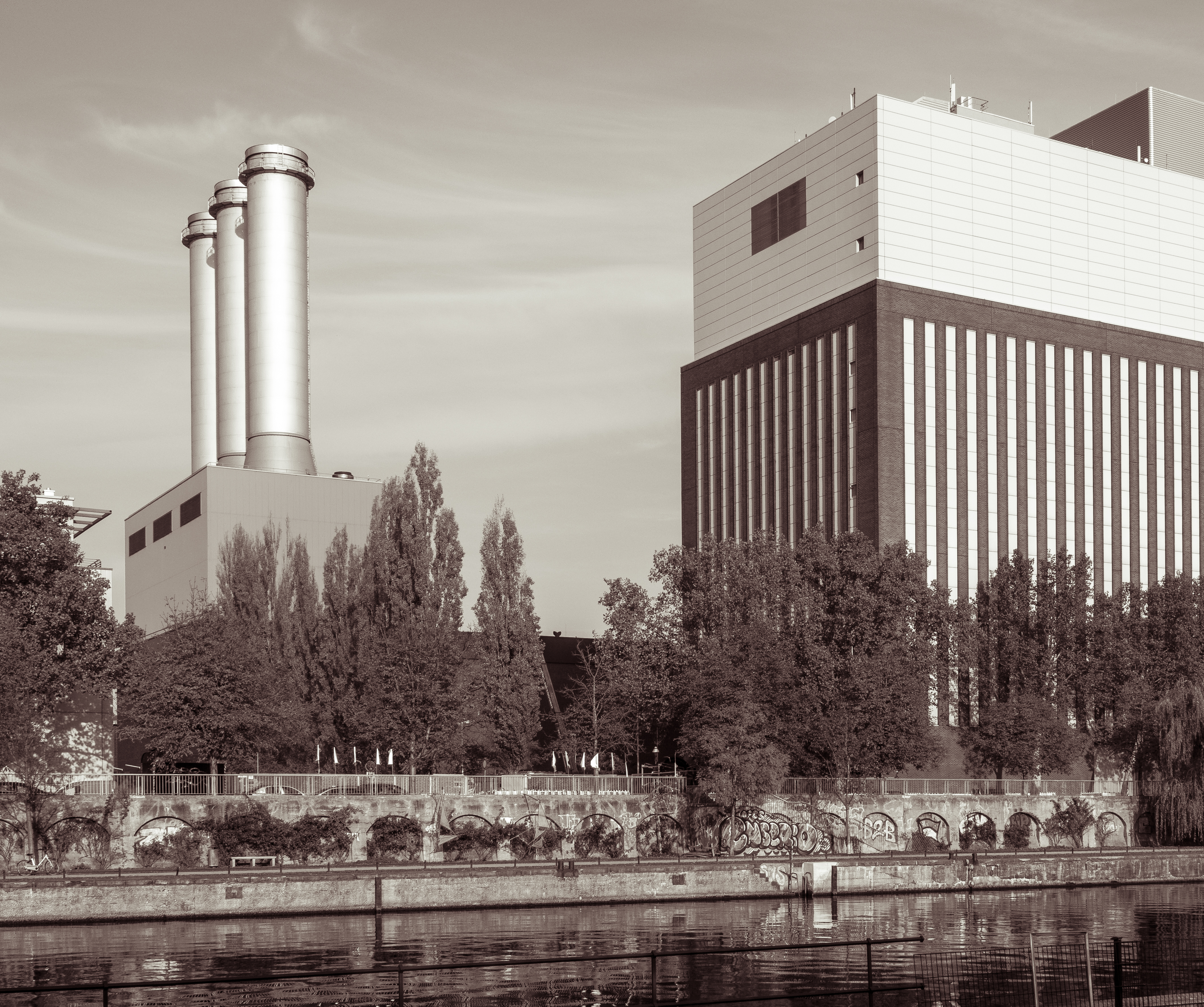
Blick vom Iburger Ufer, 2018

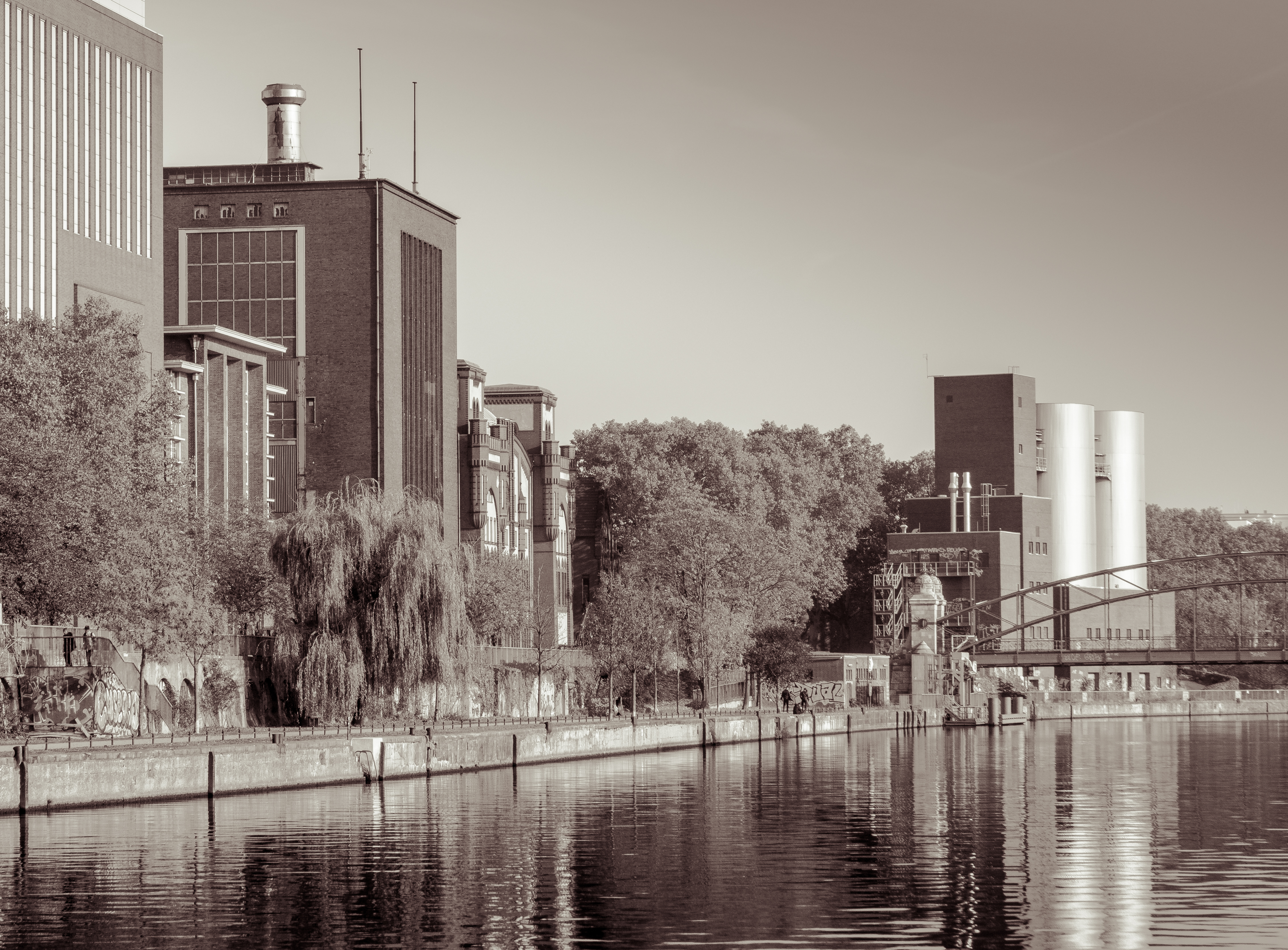
Blick vom Iburger Ufer, 2018

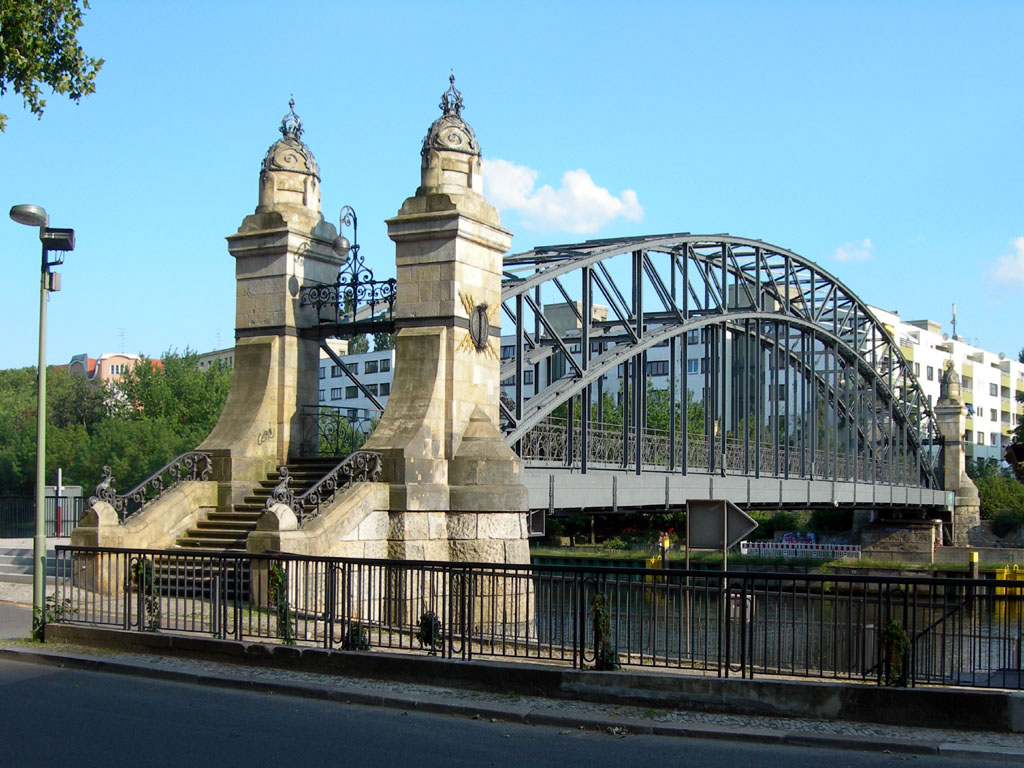
Siemenssteg über die Spree

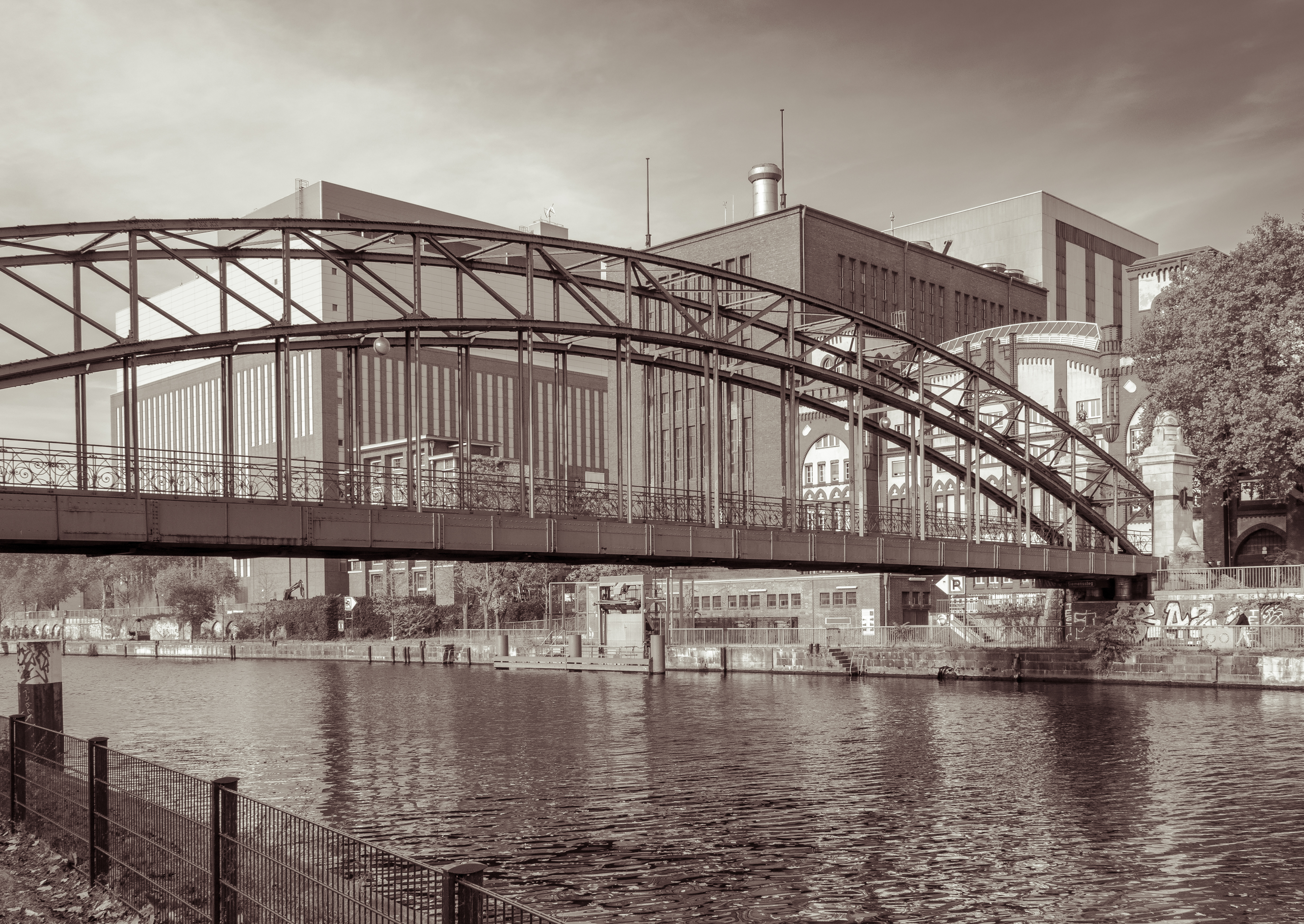
Blick zum Siemenssteg, 2018

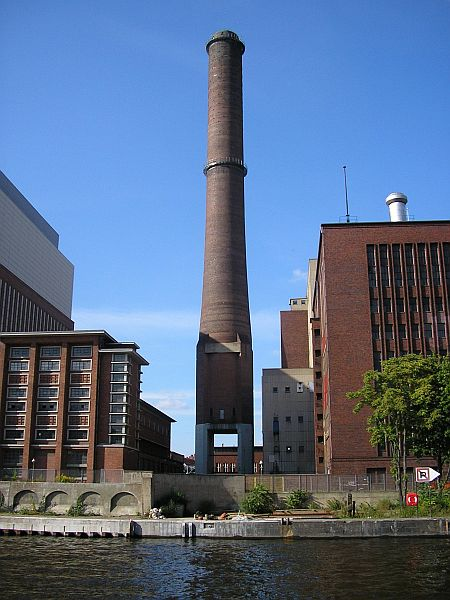
Schornstein des alten Kraftwerkteils aus dem Jahr 1928

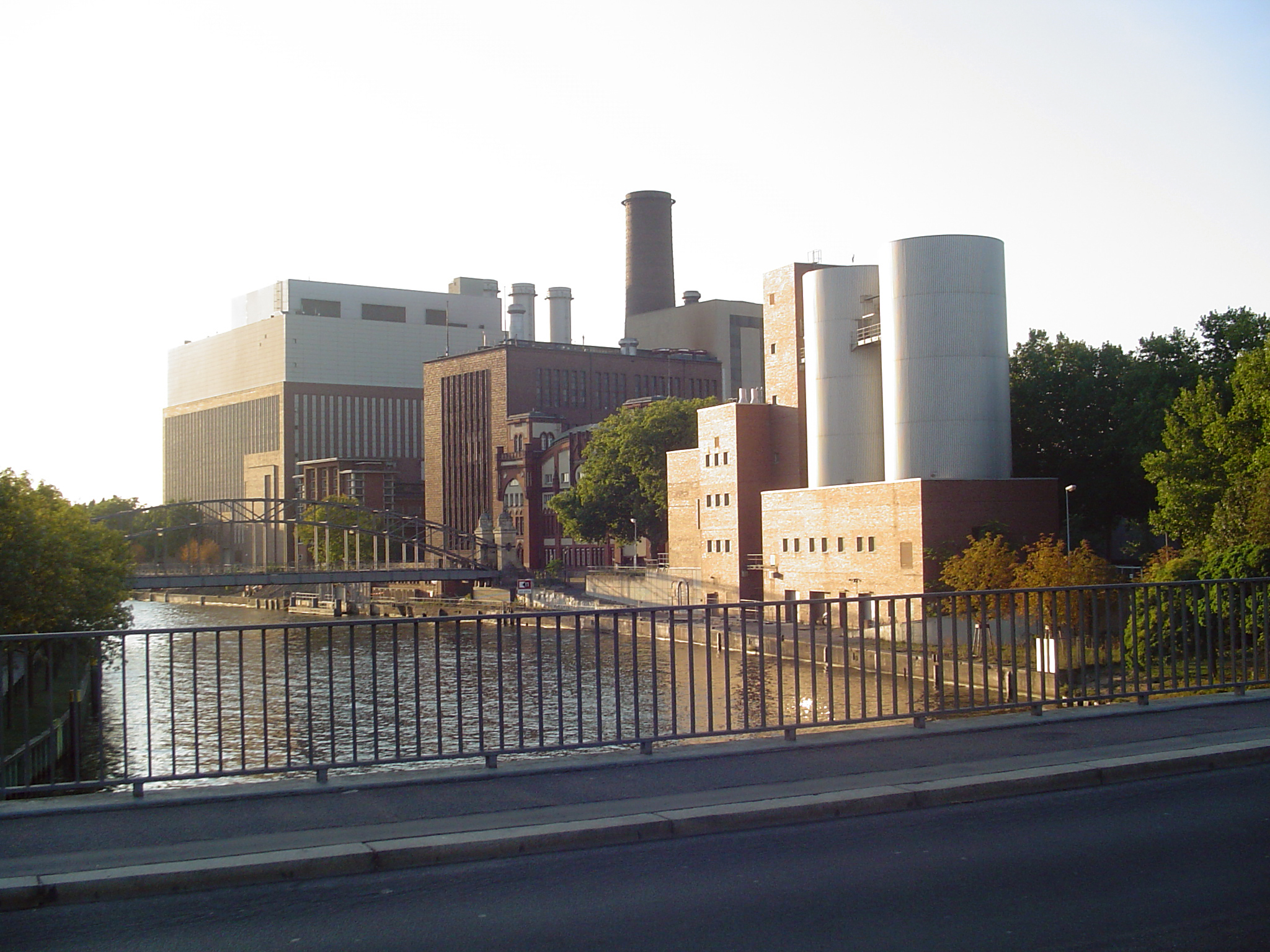
Abbruch des Schornsteins, 2006

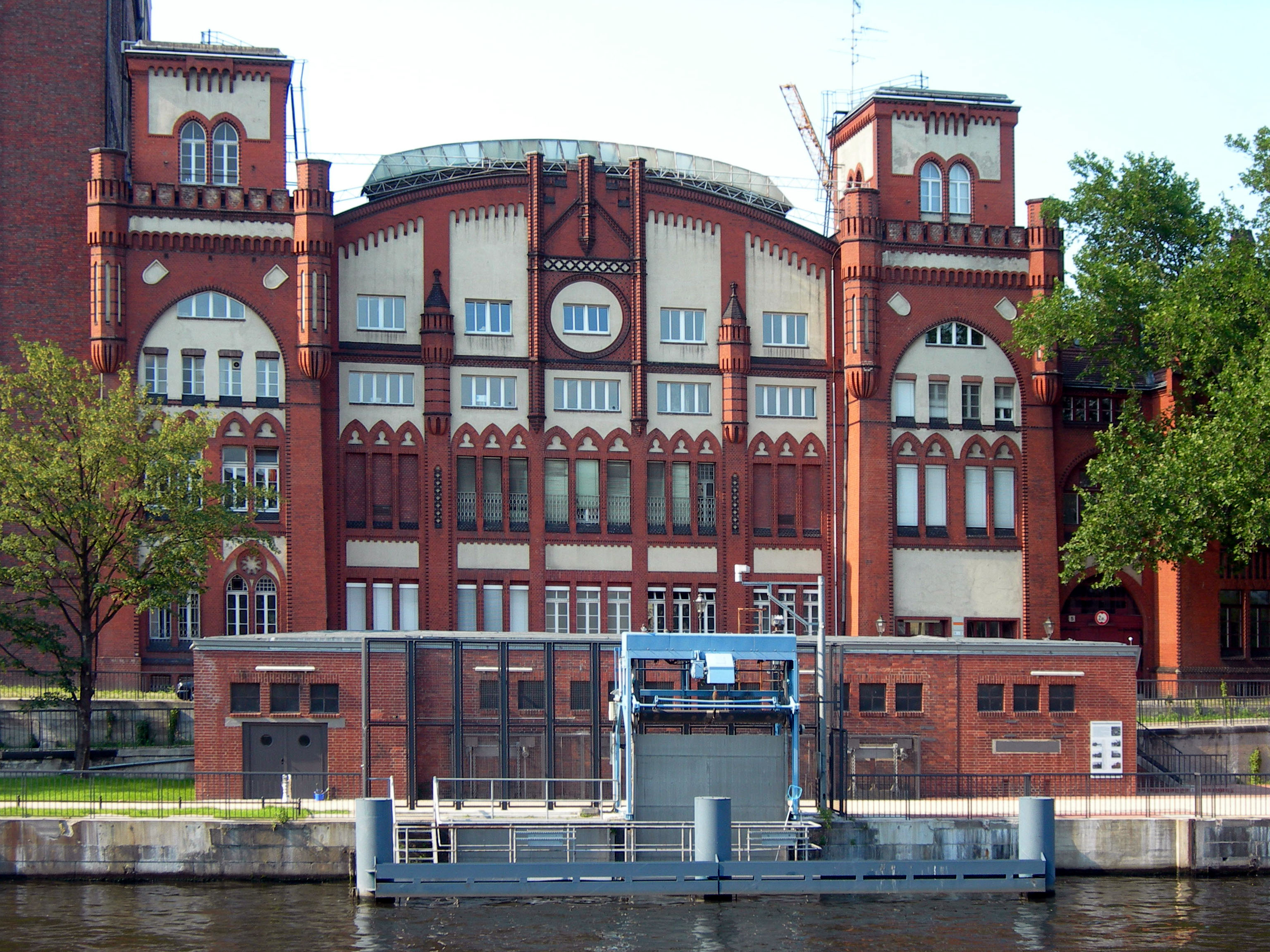
Umgenutzte historische Maschinenhalle, 2007

Auftraggeber und Finanzier des am 1. August 1900 in Betrieb gegangenen Städtischen Elektrizitätswerks war die Stadt Charlottenburg. Charlottenburg war damals eine noch selbstständige, schnell wachsende, sehr wohlhabende und im Wettstreit mit Berlin stehende Großstadt. Anlass für den Bau durch den Charlottenburger Magistrat gab, so ein zeitgenössischer Chronist, „die Verlegung eines Kabels der Berliner Elektrizitätswerke zur Beleuchtung der Kaiser-Wilhelm-Gedächtniskirche, an welches angeschlossen zu werden eine Reihe Privater alsbald beantragten.“
Zudem drohte auch die Stromversorgung der elektrischen Straßenbahn, die in jener Zeit die Pferde- und Dampfstraßenbahnen ablöste, der Berliner Konkurrenz anheimzufallen. Die Ratsherren planten ferner einen Ausbau der Straßenbeleuchtung, dem das Gaswerk trotz ständig erweiterter Kapazität kaum noch nachkommen konnte. Außerdem versprachen sie sich durch das Angebot elektrischer Versorgung einen weiteren Zuzug industrieller Betriebe und wohlhabender Berliner.
Das Kraftwerk sollte laut Beschluss zunächst für zehn Jahre an eine private Betreibergesellschaft verpachtet werden, die sich im Gegenzug verpflichtete, „ein Elektrizitätswerk zu erbauen, welches ausreichte für den Anschluss von 25.000 Glühlampen und für die Versorgung von Straßenbahnen mit dem erforderlichen Strom, ferner ein Kabelnetz […] zu verlegen und zur Verbindung des Netzes mit dem Kraftwerk einen Kabelsteg über die Spree zu errichten.“
Als Pächter wurde 1899 die Elektrizitäts-AG vormals W. Lahmeyer & Co. (EAG) in Frankfurt am Main unter Vertrag genommen, bis die Stadt den Betrieb im Jahr 1910 in eigene Regie übernahm. Mit der technischen Konzeption und der Baudurchführung wurde der erst 28-jährige Ingenieur Georg Klingenberg beauftragt.
Ebenso wie der wenig später erfolgte Neubau des Charlottenburger Rathauses demonstrierte auch das Kraftwerk das Selbstbewusstsein der Stadt, hier durch eine reich ausgestattete Schaufassade im Stil der „märkischen Backsteingotik“. Die Erstausstattung des Kraftwerks bestand aus vier Wasserröhrenkesseln und vier Tandem-Dampfmaschinen, von denen zwei für die Erzeugung von 3.000 Volt Drehstrom und die dritte von 600 Volt Gleichstrom vorgesehen waren; die vierte diente als Reserve.
Mit dem Bau des Kohle-Kraftwerks errichtete die EAG auch den Siemenssteg, der die elektrischen Leitungen über die Spree in das überwiegend jenseits des Flusses gelegene Charlottenburg führte und zugleich als Fußgängerbrücke diente. Lastkähne versorgten das Kraftwerk über die Spree mit Kohle und wurden, ab 1911 von einem fahrbaren Kran, auf dem Spreebord entladen. Eine Hängebahn transportierte den Brennstoff weiter zu einem Lagerplatz. Das für die Dampferzeugung benötigte Wasser wurde der Spree entnommen.
Schon nach kurzer Zeit reichte die Kapazität des Kraftwerks nicht mehr aus, um die steigende Nachfrage zu befriedigen, und ein sukzessiver Ausbau begann. Am 1. April 1902 betrug die „Anzahl der angeschlossenen Glühlampen bzw. deren Gleichwert […] 62.000, im nächsten Jahr 93.000 und 1904 131.000 Glühlampen; außerdem können für den Betrieb der Straßenbahnen durch eine einzige neu aufgestellte Hochspannungs-Drehstrommaschine 1.200 bis 1.400 Kilowatt geleistet werden.“
Bereits ab 1912 versorgte das Werk als erstes seiner Art das Rathaus Charlottenburg auch mit Fernwärme und Heißwasser.
Nach der 1920 erfolgten Eingemeindung Charlottenburgs nach Groß-Berlin wurde das Elektrizitätswerk ab 1922 von den Berliner Städtischen Elektrizitätswerken betrieben, die ein Jahr später auf die Bewag übergingen. 1925 wurden auf dem Areal ein Schalthaus-Neubau und Hochdruck-Dampfturbinen mit einer Gesamtleistung von 72 MW in Betrieb genommen. Ab 1926 versorgte das Kraftwerk neben dem Rathaus auch die Deutsche Oper, das Schillertheater, das Stadtbad in der Krummen Straße und siebzig weitere Gebäude mit Fernwärme. Die damalige Gesamtlänge des Fernheiznetzes betrug 2,5 km. 1928 wurde ein imposanter Kamin mit einer Höhe von 125 m fertiggestellt, der damals einer der höchsten Schornsteine Europas gewesen sein soll.
Auch anschließend wurde die Anlage mehrfach modernisiert bzw. nach teilweiser Kriegszerstörung und Demontage wiedererrichtet. 1955 entstand an Stelle des alten Kesselhauses ein rot verklinkerter Stahlbetonskelettbau. Von 1972 bis 1975 wurde westlich davon, fast schon an der Sömmeringstraße, eine Gasturbinenanlage errichtet, die noch heute in Betrieb ist.
1989 erhielt das Kraftwerk am Spreebord eine Rauchgasentschwefelungsanlage und 1994 eine Rauchgasentstickungsanlage in einem nun die Gesamtanlage dominierenden, kubischen Neubau. Im Jahr 2001 wurde der kohlebetriebene Kraftwerksteil stillgelegt, im Wesentlichen im Zusammenhang mit einer schon seit den 1980er Jahren geplanten Neuorganisation der (West-)Berliner Energieversorgung und der Umstellung auf Erdgas.
Unter Schirmherrschaft des Berliner Landesdenkmalamts schrieben die Deutsche Stiftung Denkmalschutz und die Bewag anlässlich des Tages des offenen Denkmals 2002 einen studentischen Wettbewerb zur Konversion der unter Denkmalschutz stehenden Anlage aus. Der preisgekrönte Entwurf sah den Umbau des Industriedenkmals in ein „Entspannwerk“ vor, er wurde allerdings nicht realisiert. Einige Gebäudeteile, darunter die Maschinenhalle von 1900, wurden jedoch nach einem Umbau von neuen Nutzern bezogen.
Im Jahr 2006 wurde die Kohlenentladungsanlage am Spreeufer abgeräumt und anschließend ein Uferwanderweg angelegt. Im September 2006 begann der Abriss des 125 m hohen Schornsteins, der bis dahin den Turm des Charlottenburger Rathauses deutlich überragt und fast 80 Jahre lang eine weithin sichtbare Landmarke dargestellt hatte.

## Betrieb
Noch in Betrieb ist ein zunächst öl- und seit 2003 überwiegend erdgasbetriebener Kraftwerksteil mit drei Gasturbinen in einem auffälligen, orangefarbenen Gebäudeblock. Dieses Spitzenlast-Heizkraftwerk wird nach dem Verkauf der Bewag an Vattenfall seit 2024 von der BEW Berliner Energie und Wärme GmbH betrieben und hat eine elektrische Leistung von 146 MW sowie eine thermische Leistung von 300 MW.
Der Netzanschluss erfolgt auf der 110-kV-Hochspannungsebene in das Netz der seit 2021 wieder landeseigenen Stromnetz Berlin GmbH.

## Modernisierung
Es ist vorgesehen, in den Jahren 2024 bis 2029 die vorhandenen Gasturbinen durch eine Neuanlage zu ersetzen. Eingebaut werden soll eine Kraft-Wärme-Kopplungsanlage bestehend aus einer Zwei-Linien-Gasturbinenanlage mit Abhitzekessel sowie eine Anlage zur elektrischen Heißwassererzeugung.